# Koprolity

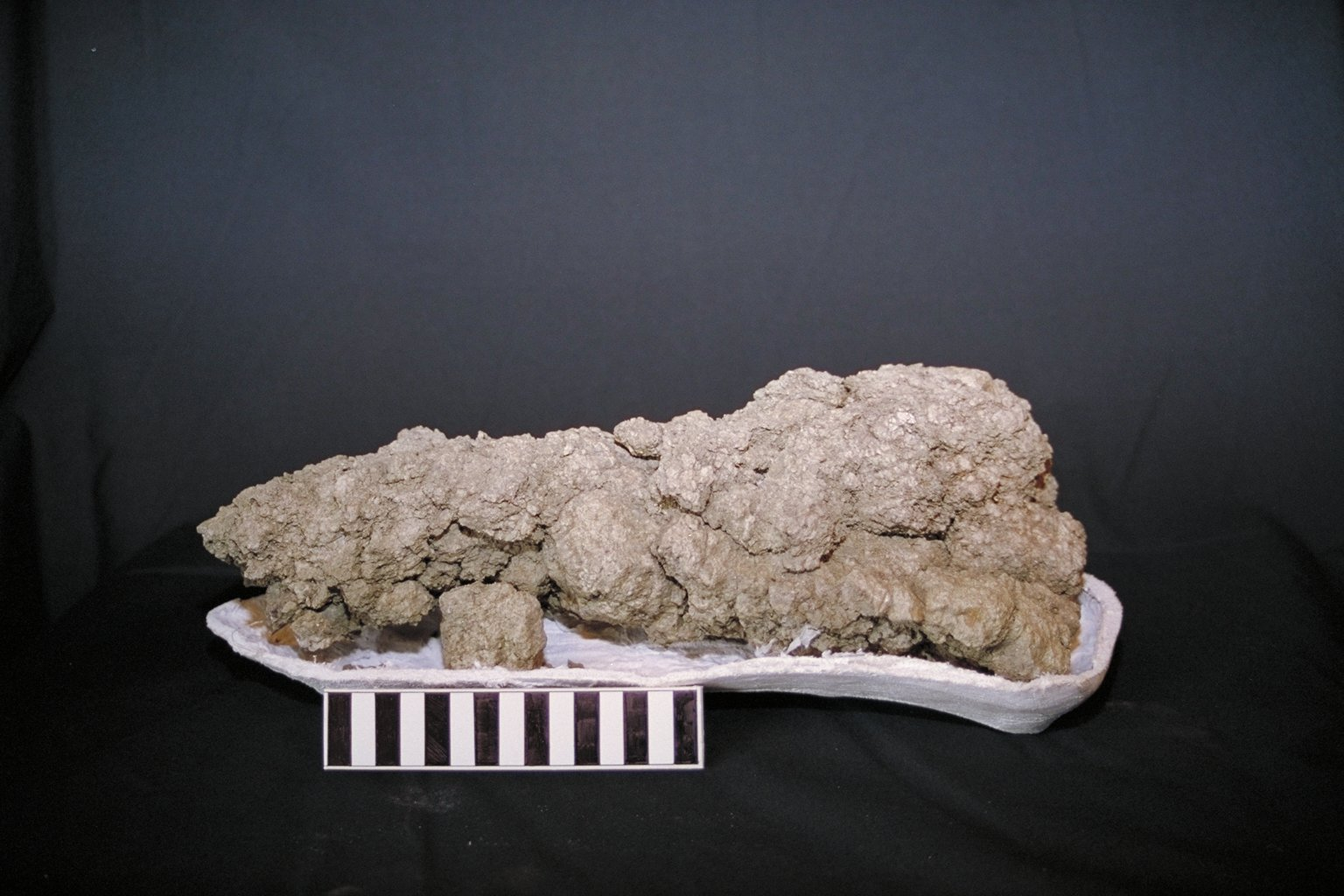
Koprolit drapieżnego dinozaura

Koprolity (gr. kopros - kał + lithos - kamień) – skamieniałe ekskrementy zwierząt, jeden z rodzajów skamieniałości śladowych.
Koprolity spotykane są w osadach pochodzących od ordowiku do współczesności.
Koprolity, podobnie jak inne skamieniałości śladowe, są klasyfikowane zgodnie z zasadami ichnotaksonomii. Przykładowe ichnorodzaje koprolitów to Bactrylium – drobne koprolity małży z retyku, Tibikoia – drobne koprolity wieloszczetów z miocenu, czy Macropoma – poddane fosforytyzacji koprolity ryb z kredy.  
Koprolitami nazywane są również nieskamieniałe odchody dżdżownic tworzące biohumus (wermikompost).